# Laíz de las Arrimadas
Laíz de las Arrimadas es una localidad española que forma parte del municipio de La Ercina, en la provincia de León, comunidad autónoma de Castilla y León.

## Geografía

### Ubicación
| Noroeste: Palazuelo de Boñar | Norte: La Losilla       | Noreste: La Devesa de Boñar             |
| Oeste: Vegaquemada           |                         | Este: Santa Colomba de las Arrimadas    |
| Suroeste Candanedo de Boñar  | Sur: Candanedo de Boñar | Sureste: Santa Colomba de las Arrimadas |

## Demografía
Evolución de la población
| Gráfica de evolución demográfica de Laíz de las Arrimadas entre 2000 y 2017 |
|                                                                             |
| Población de derecho (2000-2017) según el padrón municipal del INE          |